# Renault Maxity
Il Renault Maxity è un veicolo commerciale leggero prodotto a partire dal 2007 dall'azienda francese Renault Trucks.
La produzione avviene presso lo stabilimento Nissan Motor di Avila, in Spagna; infatti il Maxity presenta diverse somiglianze sia estetiche che meccaniche col Nissan Atlas e col Nissan Cabstar, nell'ambito dell'alleanza Renault-Nissan-Mitsubishi.

## Storia
Il modello è stato presentato nel 2007 in sostituzione del Mascott, basato sul Master e uscito di produzione nel 2013. Nel 2010 Renault Trucks, in collaborazione con Power Vehicle Innovation, ha presentato una versione a trazione elettrica del Maxity, denominata Maxity Électrique.

## Tecnica
Il Maxity è un veicolo a due assi a trazione posteriore ed è commercializzato con due motorizzazioni Diesel con sistema d'alimentazione common rail: DXi2.5 con cilindrata da 2,5 litri, 120 cavalli a 3600 giri al minuto e una coppia motrice di 250 Newton per metro a 1600 giri al minuto o da 140 cavalli a 3600 giri al minuto e una coppia motrice di 270 Newton per metro a 1600 giri al minuto; DXi3 con cilindrata da 3 litri, 150 cavalli a 3600 giri al minuto e una coppia motrice di 350 Newton per metro a 1600 giri al minuto. In ogni caso il motore è abbinato ad un cambio manuale a cinque o sei marce.
Nel mercato europeo è disponibile in diverse versioni con peso da 2,8 a 4,5 tonnellate, mentre nel Regno Unito è disponibile solo con peso dalle 3,4 alle 3,5 tonnellate.